# Caloenas nicobarica
Il piccione delle Nicobare o colomba delle Nicobare (Caloenas nicobarica Linnaeus, 1758) è un uccello della famiglia dei Columbidi.

## Descrizione

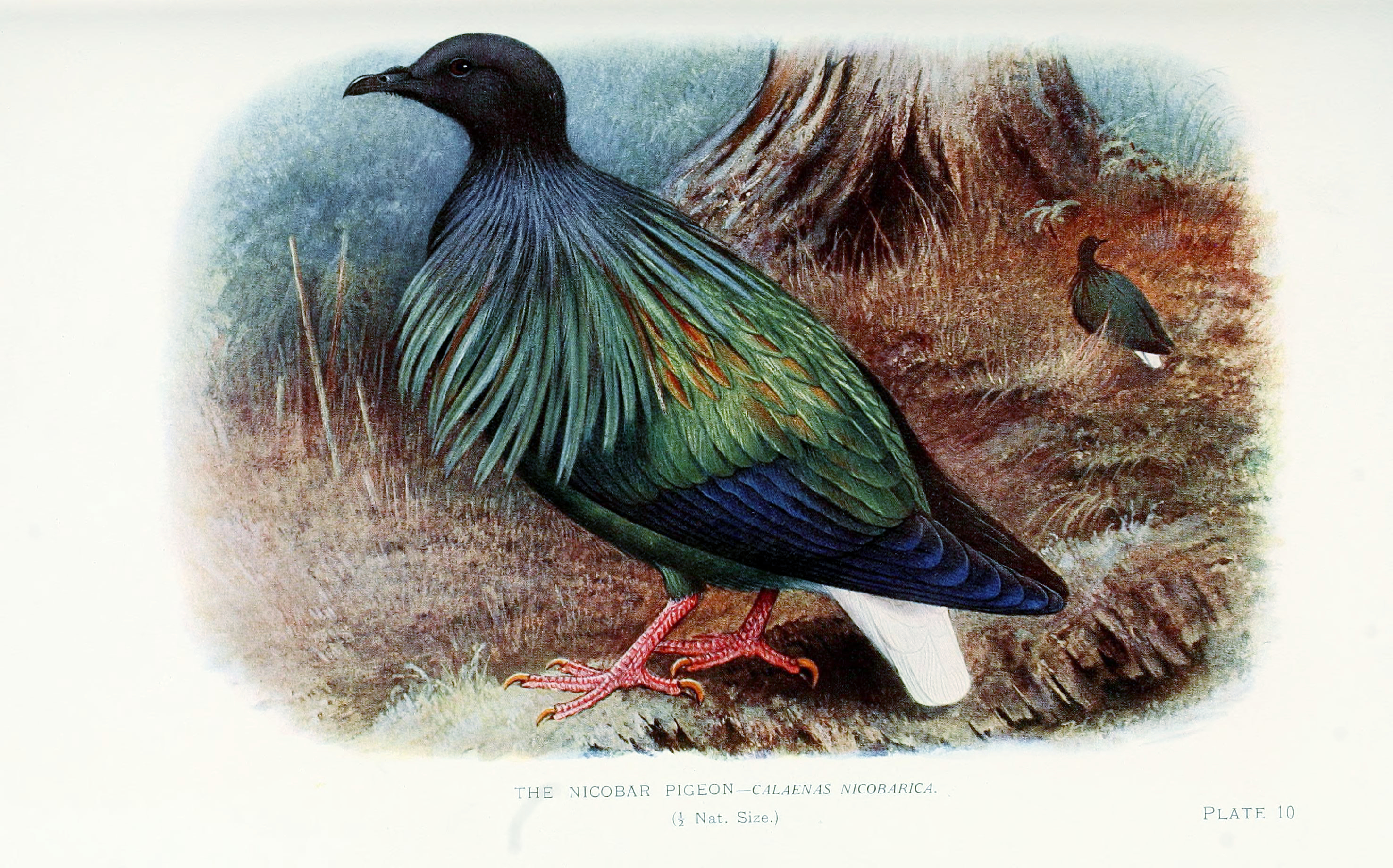
Disegno di H. Grönvold.

Il piccione delle Nicobare è lungo 32–35 cm; il maschio pesa 460-525 g, la femmina 490-600 g. Di grandi dimensioni ha ali e zampe lunghe, coda corta bianca, il becco è consistente. Le penne in generale sono corte ad eccezione di quelle del collo che sono particolarmente allungate e flessuose e formano un collare che si estende sul dorso e sul petto. Il piumaggio grigio nero presenta una forte iridescenza metallica con tonalità che vanno dal verde al blu intenso fino al rosso rame, le remiganti sono blu scuro. Il becco e la cera sono particolarmente sviluppati e di colore nero, gli occhi sono grigi, le zampe rosso violaceo con unghie gialle. Il riconoscimento dei sessi è molto difficile, la femmina, di dimensioni leggermente inferiori, può avere la cera meno sviluppata, il collo più corto, le parti inferiori marrone più intenso e le penne del collare sono meno sviluppate. La colorazione generale dei giovani è marrone nerastro. La coda bianco candido è il segno della raggiunta maturità sessuale. Il piumaggio da adulti si osserva a 5-14 mesi di età ma sono in grado di riprodursi ad un anno di età quando hanno ancora il piumaggio giovanile. C. n. pelewensis, endemica delle isole Palau, ha dimensioni inferiori e tinte bluastre, il bavero è meno sviluppato e le penne sono biforcate all'estremità.

## Biologia

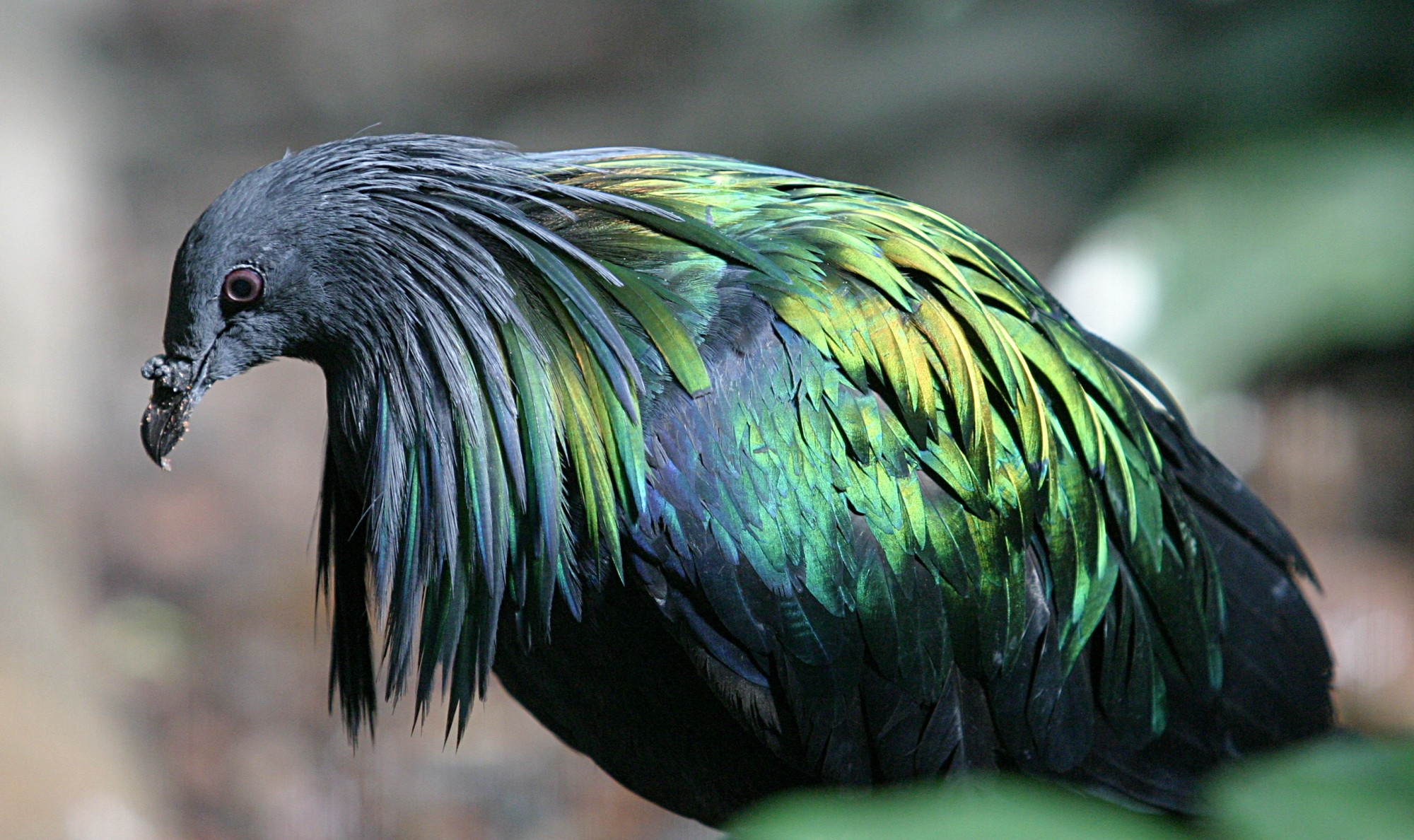
Un esemplare adulto.

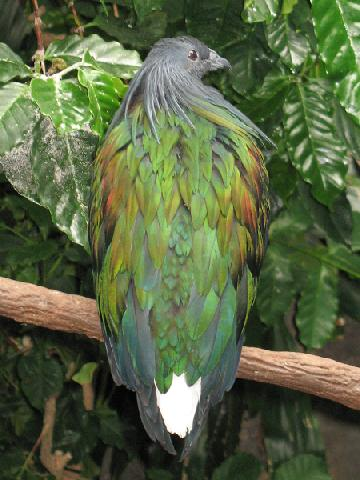
Primo piano della coda.

Si nutre di semi e frutta caduti e probabilmente invertebrati che ricerca al crepuscolo in coppia o singolarmente. I suoi grandi occhi sono un adattamento alla vita semi notturna, è infatti una specie particolarmente attiva alla mattina presto e al crepuscolo. La coda bianca viene agitata nella semioscurità come segnale comunicativo tra individui della stessa specie. Passa la maggior parte del tempo sul terreno nel sottobosco forestale alla ricerca del cibo rappresentato da frutti caduti e semi di varie specie anche particolarmente duri e di grandi dimensioni come le noci moscate che tritura con il suo ventriglio provvisto di particolari protuberanze, una forte muscolatura e pareti cornificate ed ispessite. Negli atteggiamenti di minaccia alza le penne del collo e del dorso apre il becco ed emette un verso simile ad un grugnito. In alcune zone è particolarmente abbondante soprattutto nella stagione in cui i frutti giungono a maturazione, dopodiché abbandonano i siti di alimentazione per spingersi nelle isole al largo. Durante gli spostamenti tra le isole sono stati osservati stormi di 85 individui che volavano oltre i 65 metri di altezza. Questo uccello è generalmente solitario e nel periodo riproduttivo forma colonie numerose fino a 1000 coppie. Costruisce il nido sugli alberi o sui cespugli; sullo stesso albero sono presenti a volte più di un nido in cui ogni femmina depone un uovo bianco. Il nido è costituito da una piattaforma di ramoscelli ed è posizionato a 2 metri di altezza, nelle isole in cui ci sono molti predatori terrestri viene costruito nella parte più alta degli alberi fino a 12-20 metri. In natura la ricerca dei ramoscelli delle dimensioni adeguate può risultare particolarmente difficile e talvolta uno dei genitori rimane al nido per evitare che altre coppie rubino ramoscelli per costruire il proprio. Il corteggiamento non è stato studiato a fondo, sembra che adotti la postura inchinata, alza le penne del collo e muove rapidamente il capo toccando più volte il petto con il becco. Viene deposto un solo uovo bianco di 25 grammi di peso, incubato da entrambi i genitori, il maschio di giorno e la femmina di notte per un periodo di 28-29 giorni. Nel caso in cui più femmine depongano nello stesso nido, diversi individui provvederanno alla cova e allo svezzamento dei piccoli. Alla nascita i piccoli pesano 18-19 grammi, sono nudi con la pelle nera, crescono rapidamente, aprono gli occhi a 5 giorni di età quando assumono una colorazione grigiastra e si ricoprono di penne a 19 giorni. Lo svezzamento avviene ad un mese di età. A 5-6 settimane sono particolarmente mobili arrampicandosi sui rami circostanti su cui vi rimangono per 1 settimana prima di scendere a terra. Questa specie ha abitudini erratiche e si sposta facilmente tra vari gruppi di isole.

## Distribuzione e habitat
Diffuso nell'arcipelago indocinese dalle isole Nicobare, isole della Sonda e Mergui fino alle Filippine, Nuova Guinea, Palau e isole Salomone. Si riproduce generalmente nelle isole più piccole lontano dalla costa in cui persistono ancora le foreste e frequenta le isole maggiori per la ricerca del cibo. Gli habitat preferiti includono le foreste di pianura con una fitta vegetazione ai piedi delle colline fino a 700 metri di altezza, aree cespugliose costiere e mangrovie.

## Tassonomia

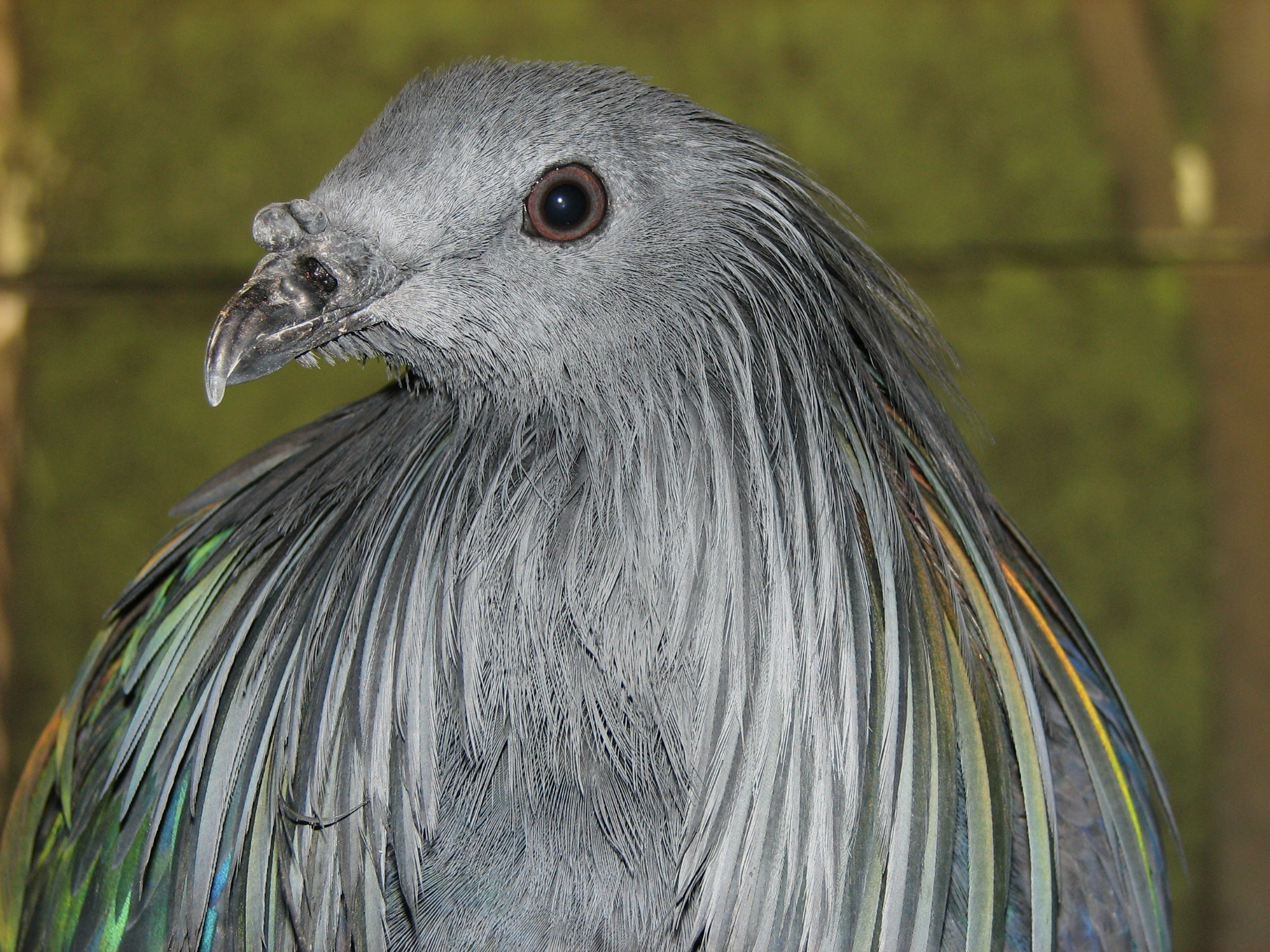
Primo piano della testa.

Sono state descritte le seguenti sottospecie:
- C. n. nicobarica (Linnaeus, 1758) - isole Andamane e Nicobare, dall'arcipelago malese alla Nuova Guinea, Filippine e isole Salomone;
- C. n. pelewensis Finsch, 1875 - isole Palau.

## Conservazione
La specie è inserita nella Appendice I della Convention on International Trade of Endangered Species (CITES).
Generalmente non viene considerata come specie minacciata, anche se in alcune zone si sta rarefacendo soprattutto al largo delle isolette del Borneo. Nelle Filippine la caccia e il commercio costituiscono le maggiori cause di rarefazione. Un duro colpo per tutti gli animali del Borneo è imputabile al famoso incendio che distrusse quasi completamente l'isola nel 1997. Sull'isola di Tench al largo della Nuova Guinea, gli indigeni catturano i nidiacei che vengono allevati a mano per farli ingrassare e venderli a scopo alimentare. Un discreto numero di individui della sottospecie nominale sono allevati da numerosi privati e zoo di varie parti del mondo. La sottospecie C. n. pelewensis è considerata vulnerabile anche a causa della sua distribuzione circoscritta a 4 isole dell'arcipelago delle isole Palau a sud ovest del Pacifico dove è divenuta molto rara. La sua distribuzione non è completamente nota, nel 1870 questa sottospecie era tra gli uccelli più comuni nell'arcipelago di Palau, successivamente anche con l'uso dei motoscafi i cacciatori si sono potuti facilmente introdurre tra le mangrovie delle isole più lontane abbattendone un gran numero. Ora questa sottospecie è protetta nelle isole Palau dalle leggi federali, anche se un certo numero di individui viene abbattuto illegalmente durante i due mesi di apertura della caccia al piccione imperiale di Micronesia Ducula oceanica.